# Eidsvold
Eidsvold is een plaats in de Australische deelstaat Queensland en telt 459 inwoners (2006).

## Geografie
Eidsvold ligt ten noordoosten van de stad Brisbane en in de buurt liggen Maryborough en Bundaberg